# 54P/de Vico-Swift-NEAT
54P/de Vico-Swift-NEAT, komet Jupiterove obitelji. 

## Prvo otkriće (1844.)
Neovisno su ga otkrili Melhop (Hamburg, Njemačka) 6. rujna i Hamilton Lanphere Smith (Cleveland, Ohio, SAD) 10. rujna.
Paul Laugier i Felix Victor Mauvais izračunali su mu orbitu 9. rujna 1844. i zabilježili da je postojala sličnost s kometima viđenim prijašnjih godina, uključujući komet Blanpain iz 1819., u svoje izračune, te su došli do ophodnog vremena između 4,6 i 4,9 godina.
Hervé Faye (Pariz, Francuska) izračunali su prvu eliptičnu orbitu 16. rujna 1844. i ophodno vrijeme od 5,46 godina.
Nakon što nisu uočeni nikoji od izračunima predviđenih povrataka komet je smatran izgubljenim.

## Drugo otkriće (1894.)
Ponovo ga je otkrio američki astronom Edward D. Swift 21. studenoga 1894. godine. Adolf Berberich je iznio je tezu da je to isti komet koji je opazio de Vico, glede položaja kometa i pravca gibanja. Ljeta 1894. opet je promatračima nestao pa su ga smatrali izgubljenim. Nije se pojavio ni 1901. ni 1907. godine.

## Treće otkriće (1965.)
1963. godine britanski astronom Brian Geoffrey Marsden uporabom računala povezao je pojavu kometa godine 1844. i 1894. i predvidio mu povratak godine 1965. godine. To se i zbilo 30. lipnja 1965. godine. Opazio ga je američki astronom Arnold Richard Klemola kao tijelo prividna sjaja 17.
Godine 1968. komet je proletio blizu Jupitera, što je povećalo mu udaljenost njegova perihela i ophodno vrijeme.

## Četvrto otkriće (2002.)
U programu NEAT ponovog su ga otkrili 11. listopada 2002. godine. Program LINEAR (Novi Meksiko) pronašao je nekoliko pretotkritnih slika od 4. listopada. Potvrdio ga je kao povratak kometa 54P/de Vico-Swift znanstvenik Kenji Muraoka (Kōchi, Japan).

## Pojava 2009.
17. kolovoza 2009. ponovo je viđen dok je bio na 2,3 AJ od Sunca.